# E Langonned
Albums de Alan Stivell
Chemins de terre
(1973) E Dulenn
(1975)
E Langonned (À Langonnet) est le sixième album original d'Alan Stivell et son cinquième album studio, paru en 1974. Acoustique, utilisant uniquement des instruments traditionnels, le disque revient aux fondements de la musique celtique et plus particulièrement bretonne.

## Démarche culturelle et sociale
« Beaucoup de gens pourraient s'attendre à ce que ce nouveau disque aille plus loin que les précédents vers l'électronique, la rock music, voire le free-jazz. Il n'en est rien. [...] Ce disque signifie aussi que la musique dite traditionnelle n'est pas dépassée ni démodée par le folk ou pop celtique. Les nouvelles formes prises par la musique celtique viennent enrichir le patrimoine aux côtés des formes anciennes : l'évolution de la musique ne doit pas être conçue verticalement mais horizontalement. [...] Pour ressentir ce caractère celtique, il faut étudier et jouer ou chanter les airs de ces différentes régions. [...] Il est vrai que j'ai toujours cherché à le mettre en évidence, particulièrement dans ce disque où deux airs gallois, un air manxois et un air irlandais sont choisis pour leur caractère profondément breton, et certains airs bretons pour leur caractère gaélique. [...] les rythmes de base sont internationaux [...] Par conséquent, ce qui importe le plus, ce sont les subtilités rythmiques que l'on trouve aussi bien dans les gwerz chantées par les sœurs Goadec que dans l'interprétation traditionnelles des gavottes ou des gigues, subtilités qui ne résistent souvent pas à la « modernisation » (ce qui ne veut pas dire aussi qu'il n'est pas impossible de donner un caractère celtique à un rock). On remarquera la présence de textes nouveaux (sur des airs traditionnels) de Y.B. Piriou : Planedenn et Ne bado ket atao. Des poèmes particulièrement engagés. Ceci parmi des textes qui n'ont souvent aucun rapport avec un problème général. En fait, ceci ne devrait étonner personne, je n'ai jamais caché mes opinions anti-impérialistes et socialistes (Reflets, Telenn gwad, Foggy dew). L'artiste ne peut, en effet, se voiler la face devant un aspect important de la vie. On ne peut pas non plus, à mon avis, se cantonner complètement dans l'expression de problèmes politiques et c'est pourquoi j'ai toujours fait cohabiter des thèmes à problèmes avec de simples chansons populaires parlant de l'amour, de la mort, de la mer... Mais interpréter une chanson authentiquement populaire, n'est-ce pas déjà un engagement ? »
— Extrait du texte d'Alan Stivell dans la pochette, 1974.
Le disque évoque la voie de l'enracinement qu'a choisi l'artiste et ses parti-pris, qu'ils soient musicaux par des choix non anodins, ou politiques dans le choix des textes : « Je voulais faire un peu le point, et aussi montrer un autre aspect de ma musique en atténuant le côté « mode » qui m'entourait. Montrer que différentes formes musicales ne s'annulent pas les unes les autres, mais sont complémentaires. Je voulais aborder des thèmes plus sociaux, plus actuels. » C'est un retour aux sources intimiste et touchant. Il s'agit d'un opus calme, mélancolique, aux formes acoustiques proches du traditionnel. Dans son évolution discographique "binaire", E Langonned s'inscrit dans le bas de la spirale, l'intériorisation plutôt que l’extériorisation.

## Parutions et réception
Alan Stivell est déjà un artiste internationalement reconnu, transportant son message et la défense de la culture bretonne et celtique à travers le monde. En 1974, de retour en Bretagne, installé dans une vieille maison en pierre de Langonnet à Kerlazen Bihan, il s'attèle à concevoir un disque plus intimiste et plus instrumental.
E Langonned, produit par Philips-Fontana, semble bien être le premier disque à mentionner le propre label de Stivell, qui est encore artiste Philips : Keltia III. Phonogram n'assurant plus que la diffusion, c'est le début de la collaboration pour l'édition entre Keltia III et Tutti Intersong, aujourd'hui Warner Chappell Music. L'année 1975, il paraît au Royaume-Uni et au Canada. En France, il reste pendant vingt semaines dans le « Top albums », dont cinq semaines dans le top 10, en atteignant la 6e place.
En janvier 1975, Alan Stivell est en Une de la revue Télérama. Très rapidement, son disque devient disque d'or. Pourtant, à travers sa démarche, Alan Stivell prend son public de revers. Éloigné du côté pop et électrique, il souhaite montrer la nécessité de l'enracinement sans superficiel : cet opus est ainsi bien accepté par des bretons plus « traditionalistes » qui retrouvent dans cet album au style épuré l'authenticité. Jacques Vassal compare cette démarche avec celle de Bruce Springsteen lorsqu'il réalisa Nebraska en 1982 : le chanteur américain ayant éprouvé le besoin de s'isoler chez lui, dans le New Jersey, et écrivit plusieurs chansons qu'il enregistra aussitôt avec un magnétophone, seulement accompagné d'une guitare acoustique et de son harmonica.
Goulven Péron considère que l'album « est une référence en matière de musique bretonne », « une réussite musicale indéniable » en remarquant qu’étonnamment, bien que « difficile d'accès pour un non-initié », l'album « sera salué par la plupart des revues Rock de France, de Grande-Bretagne et des États-Unis, ce qui en dit long sur la renommée du personnage. » Dave Thompson déclare qu'il est « souvent décrit comme son album le plus accessible », au niveau de sa diffusion dans le monde car à cette époque « le nom et la musique de Stivell étaient bien établis dans les milieux populaires Anglo-américaines, comme l'un des plus éclectiques, mais absorbant simultanément les musiciens folk du moment. »
En décembre 1974, la revue Best cerne un but que présente ici l'artiste qui se pose « en une sorte d'éducateur, de conseiller, en toute modestie, mais avec foi et passion » : « ce disque s'adresse particulièrement aux jeunes musiciens Bretons qui envisagent de suivre son sillage, sans peut-être avoir pris conscience d'un enracinement celtique indispensable, sous peine de produire une musique dépersonnalisée. Remarquable et indispensable pour ceux qui veulent saisir pleinement la démarche sans précédent d'Alan Stivell ». Lors de sa parution aux États-Unis, le magazine NME lui consacre un article, preuve de la reconnaissance faite à l'artiste et à son œuvre.

## Caractéristiques artistiques

### Analyse musicale
L'écrivain Dave Thompson spécialiste musical, chronique album pour le guide américain AllMusic : « Les dix-huit pistes courtes sont des compositions traditionnelles, tirées des terres celtiques – Bretagne, Écosse, Pays de Galles, Irlande – et l'accompagnement reste rare et, pour des oreilles familières avec le mouvement folk-rock, bizarre. » Il revient sur l’enchaînement des traditionnels Bretons, Gallois et Écossais, à partit de Ne bado ket atao : « le résultat est un patchwork en constante évolution qui se tisse néanmoins parfaitement ensemble, longtemps avant que l'enregistrement ne soit fini. »

### Description des morceaux

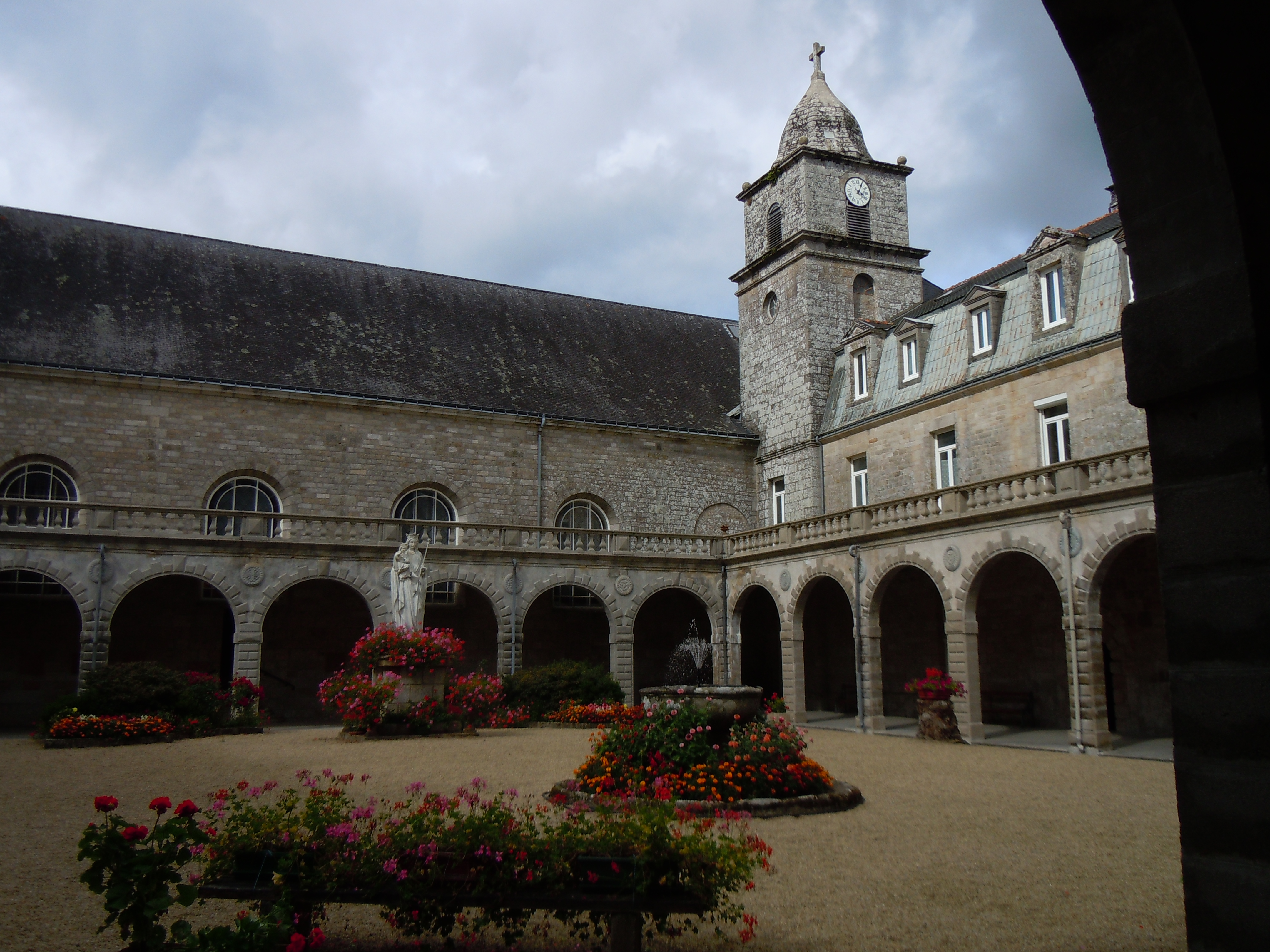
Cloître de l'abbaye de Langonnet

E parrez Langonned (« Dans la paroisse de Langonnet »)La chanson situe d'entrée le disque et raconte le retour du service militaire d'un garçon de la Marine en poste à Lorient. En partant, il a laissé chez sa mère sa « petite amie adorée » à qui il ne pouvait pas écrire car il n'était pas allé à l'école. Lorsqu'il revient, c'est pour assister au mariage de sa fiancée avec un autre. La conclusion est la suivante : « Vous avez entendu, camarades / Voici un avis : Si vous voulez être trompé / Allez faire votre service / Et soyez félicitées / Vous toutes, jeunes filles / De faire cocus les garçons / Qui vont servir la France ». Le chant mélancolique est soutenu par les cordes acoustiques, en particulier celles de la guitare de Dan Ar Braz et du violon de René Werner. Il reprend le premier couplet en 2012 dans la chanson It doesn't matter de Pat O'May pour l'album Celtic Wings (« Kenavo ma zad, ma mamm / Kenavo mignoned / Kenavo deoc'h tud yaouank / Eus parrez Langonned »).
Gavotenn PourledDanse originaire du pays Pourlet, en Bro-Gwened, qui commence à la limite orientale de la commune de Langonnet ; une occasion pour le chanteur « de donner droit de cité à tout un style musical qui, loin d'être typiquement celtique (souvent d'influence fortement française) ne peut souffrir aucune modernisation. C'est aussi l'occasion de prouver [s]on opposition à tout systématisme. »
Planedenn (« Le Destin »)Chant alternant les temps lents et ceux plus entraînants, rythmés du fameux la la la no et accompagnés du biniou-kozh, la très ancienne cornemuse bretonne au son très aigu. Le texte en breton est signé du poète engagé Yann-Ber Piriou et parle de l'exil : « Les autres enfants sont partis à Paris / L'ombre de la Mort s'étend sur la campagne / Sa maison autrefois pleine de vie / Est ouverte au vent fou / Et qui osera lui reprocher / D'avoir de l'eau-de-vie sur la table ? Demain elle sera envoyée à l'hospice / Toute seule, le cœur glacé / Ses enfants partis à Paris / Ou ailleurs je ne sais plus... »
Ne bado ket atao (« Ça ne durera pas toujours »)Chanson signée, comme la précédente, du poète Yann-Ber Piriou. Chanté en couple de kan ha diskan avec Yann-Jakez Hasold, le texte se révolte là encore contre l'exil des Bretons vers la capitale, de la présence des soldats et de celle des « richards » qui ont acheté les maisons abandonnées par les exilés.

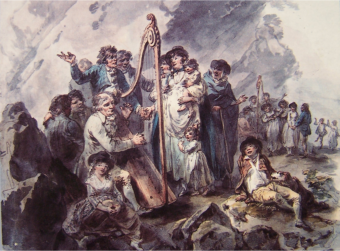
Penillion au chant et à la harpe au pays de Galles au XVIIIe siècle.

Bwthyn fy nain (« La Ferme de ma grand-mère »)Chanson traditionnelle galloise nostalgique, qui fait dire à Stivell : « Cette chanson m'émeut d'autant plus que les ruines de la ferme de ma [en fait arrière] grand-mère à Noueg-Vihan en Gourin sont tous ce que je connais d'elle. »
Ffarwel i Aberystwyth (« Au revoir Aberystwyth »)Autre traditionnel gallois, instrumental qui s'ouvre par le duo cornemuse/bombarde, rythmé ensuite par les percussions (bodhrán irlandais, batterie écossaise).
DansesStivell présente diverses danses des pays celtiques. Pour commencer, une suite écossaise de deux jigs, Briste Leathair Pheadair et Mairseal A'Chearc, avec cornemuse écossaise et caisses claires écossaises. Sont jouées ensuite une danse Fisel introduite à la harpe, ainsi qu'une gavotenn ar menez (« gavotte des montagnes ») et le reel irlandais An Sagart cheolnhar. Enfin, un Bal Fisel (danse de couples en rond) ouvre la partie B.
Deus ganin me d'am broGwerz de haute Cornouaille chantée a cappella ; c'est un « dialogue entre un jeune homme qui propose à une jeune fille de le suivre dans son pays, ce qu'elle n'accepta que s'il l'épouse ».
JenovefaStivell chantait déjà cette triste chanson à l'époque du Centre américain à Paris : « Un garçon est contraint par ses parents à se faire prêtre malgré son amour pour Jenovefa. Celle-ci l'exhorte à revenir. Ayant échoué, elle se suicide. » Là encore prédominent le lamento de la voix d'Alan Stivell et la harpe. C'est un traditionnel breton publié dans le Barzaz Breiz sous le titre Jenovefa Rustefan (« Geneviève de Rustéfan ») avec la précision : dialecte de Tréguier.
Sagart O DonaillTraditionnel irlandais que Stivell dit chanter a cappella « en songeant au contexte actuel irlandais pseudo religieux », « sur une mélodie très proche de la précédente » ; une mère implore son fils qui s'est fait pasteur de revenir.

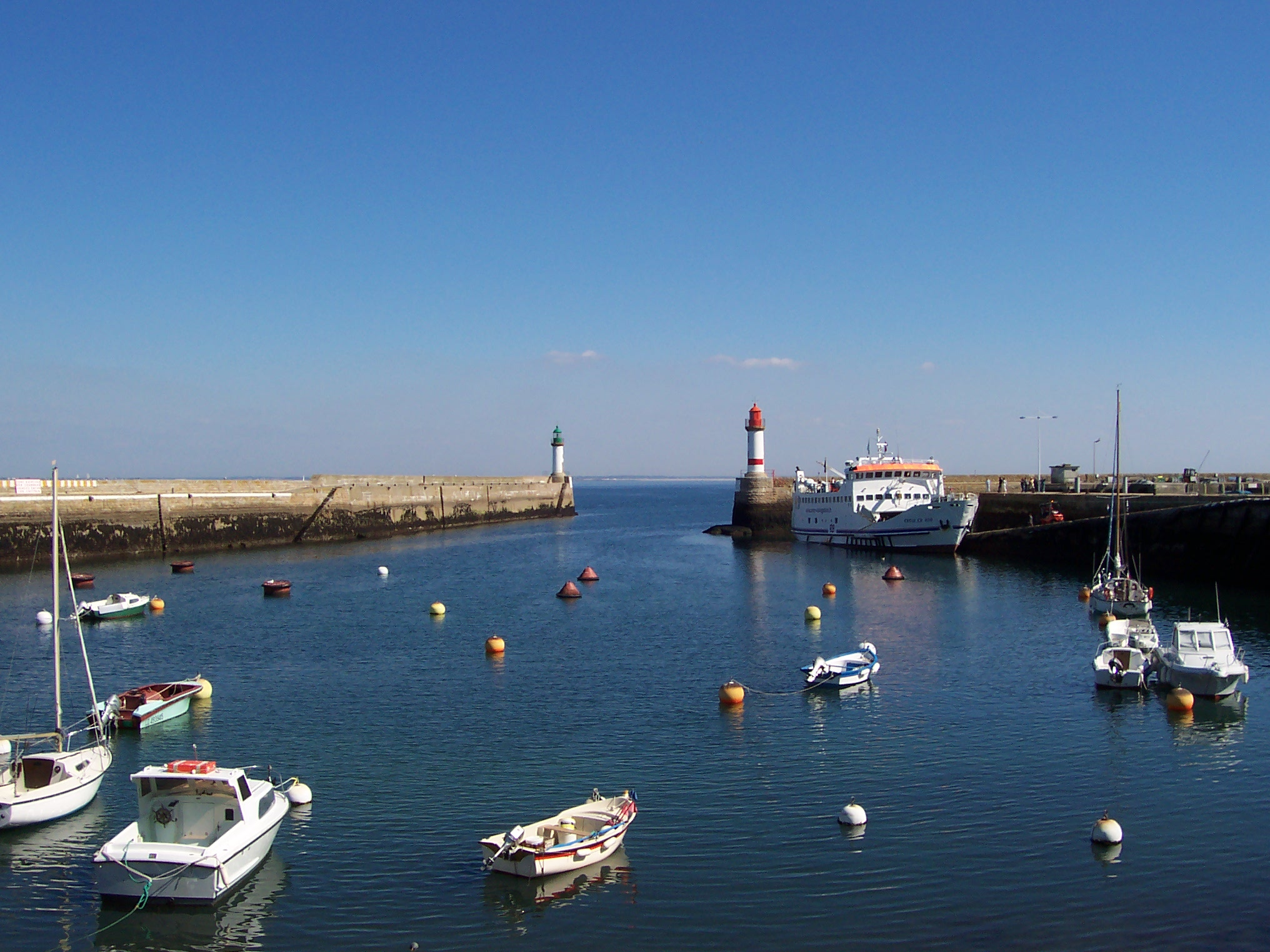
Port Tudy de l'île de Groix

Diougan Gwenc'hlan (« La Prophétie de Gwenc'hlan »)Autre texte issu du Barzaz Breiz, agrémenté des arpèges de harpe. Selon Hersart de La Villemarqué, on attribue ce texte en dialecte de Cornouaille à un barde du Ve siècle, qui aurait été rebelle au joug du christianisme jusqu'à prédire l'extermination dans le sang des adeptes de cette religion. Il considère que cette pièce « est, par les sentiments, les croyances, les images, un débris précieux de l'ancienne poésie bardique », sentiment repris par Stivell : « dans ce chant subsistent des relents de la métaphysique celtique : chacun doit mourir trois fois avant de trouver enfin le repos ».
Ar Voraerion (« Les Navigateurs »)Autre complainte qu'il chantait aux Hootenannies à Paris. Les paroles de la gwerz, en breton vannetais, à propos de la vie éprouvante des marins pêcheurs de l'île de Groix, sont issues du recueil de Yann-Ber Kalloc'h, Ar en deùlin.
Faili faili oroChanson de Calum Kennedy (1928-2006), dans un style traditionnel, en gaélique écossais : « un garçon passa sa vie sur les mers du monde pour oublier un amour impossible ». Là encore, son chant est accompagné de sa harpe celtique.
Oye Vie (« Bonne nuit »)Instrumental – toujours à la harpe – d'une berceuse de l'île de Man.

### Pochette et disque

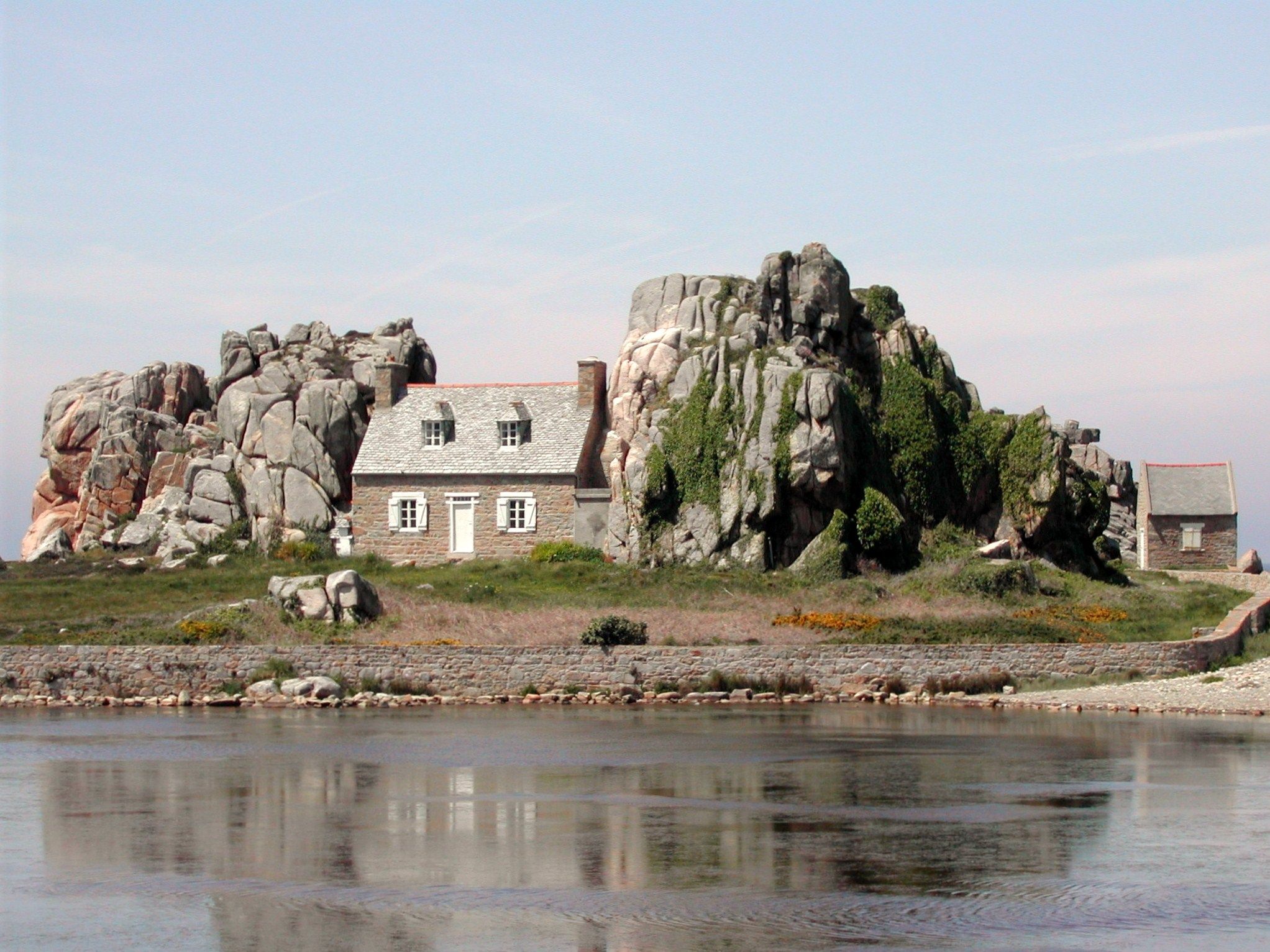
Maison de Castel Meur

La pochette est une photo sépia du chanteur en gros plan, jouant de la harpe, signée Claude Jarroir. Alan Stivell choisit de se laisser pousser la moustache et la barbe, ce qui vient lui donner un air plus « sage », tel un druide ou prophète. En haut à gauche, « Alan Stivell » est écrit en entremêlement stylisé celtique, avec en dessous, en plus petit, le titre. À l'intérieur, un long texte de l'artiste intitulé « E Langonned » et au verso une photo sépia d'une maison que beaucoup de fans ont longtemps cru qu'il s'agissait de celle qu' « il s'est acheté dans le village de Langonnet, en Cornouaille de Basse-Bretagne, département du Morbihan. C'est elle que l'on voit sur les photos de ce nouveau disque », alors qu'il ne s'agit en fait que de la désormais célèbre maison dite « Castel Meur » à Plougrescant sur les côtes de la Manche (mor Breizh) près de Tréguier. Il semblait en effet logique que l'illustration représente les terres de ses origines paternelles et même sa propre ferme qu'il a acquis en 1973, vivant à Langonnet jusqu'en 1990. Peut-être a-t-il souhaité préserver l'intimité de son vrai domicile, ou cultiver l'image forte que transmet ce lieu pour la Bretagne, d'une petite maison compressée entre les roches dans le site naturel et maritime du Gouffre, proche de nombreuses îles dont de la célèbre côte de granit rose et son archipel des Sept-Îles.

## Fiche technique

### Liste des morceaux
| 1.    | E parrez Langonned                                       |               | Traditionnel breton, Arr. Alan Stivell             | 3:41 |
| 2.    | Gavotenn Pourled                                         |               | Traditionnel breton, Arr. Alan Stivell             | 1:52 |
| 3.    | Planedenn                                                | Y.B. Piriou   | Traditionnel breton, Arr. Alan Stivell             | 3:02 |
| 4.    | Ne bado ket atao                                         | Y.B. Piriou   | Traditionnel breton, Arr. Alan Stivell             | 1:53 |
| 5.    | Bwthyn fy Nain (La ferme de ma grand-mère)               |               | Traditionnel gallois, Arr. Alan Stivell            | 1:27 |
| 6.    | Ffarwel i Aberystwyth (Au revoir Aberystwyth)            |               | Traditionnel gallois, Arr. Alan Stivell            | 2:16 |
| 7.    | Briste leathair pheadair, Mairseal a’ chearc (deux jigs) |               | Traditionnel écossais, Arr. Alan Stivell           | 1:56 |
| 8.    | Dañs fisel, Gavotenn ar menez, An Sagart Cheolnhar       |               | Traditionnel breton & irlandais, Arr. Alan Stivell | 2:27 |
| 9.    | Bal Fisel                                                |               | Traditionnel breton, Arr. Alan Stivell             | 1:17 |
| 10.   | Deus ganin-me d’am bro                                   |               | Traditionnel breton, Arr. Alan Stivell             | 2:46 |
| 11.   | Jenovefa                                                 |               | Traditionnel breton, Arr. Alan Stivell             | 3:53 |
| 12.   | Sagart O Donaill                                         |               | Traditionnel irlandais, Arr. Alan Stivell          | 1:33 |
| 13.   | Diougan Gwenc'hlan (La Prophétie de Gwenc'hlan)          |               | Traditionnel breton, Arr. Alan Stivell             | 2:41 |
| 14.   | Ar voraerion                                             | J.P. Kalloc'h | Traditionnel breton, Arr. Alan Stivell             | 2:28 |
| 15.   | Faili faili oro                                          | Calum Kennedy | Trad. écossais - Calum Kennedy, Arr. Alan Stivell  | 2:20 |
| 16.   | Oye vie (Bonne nuit)                                     |               | Traditionnel Île de Man, Arr. Alan Stivell         | 1:39 |
| 37:21 |                                                          |               |                                                    |      |

### Crédits
| - Alan Stivell : chant, harpe celtique (Telenn Geltiek), bombarde, flûte irlandaise, cornemuse écossaise - Yann-Jakez Hasold : chant - Dan Ar Braz : guitare acoustique - René Werner : fiddle - Alan Kloatr (né dans les années 1950, décédé le 20/01/2018) : flûte traversière, bodhran, binioù-kozh - Youenn Sicard : bombarde - Liam Weldon : bodhran - Yann-Fanch Ar Merdy, Loeiz Roujon, Yann-Lug Fauchon : batterie écossaise | - Production : Philippe Lerichomme - Enregistrement : Gérard Trévignon, Joël Ar C'hann - Photo : Claude Jarroir - Photo verso : Korentin Kéo - Graphisme : Mikael Klec'h |